# 阿什克羅夫特訴言論自由聯盟案
阿什克羅夫特訴言論自由聯盟案（英語：Ashcroft v. Free Speech Coalition，《美国判例汇编》第535卷第234页（2002年）），是美国最高法院的一个案件，该案推翻了1996年《1996年預防兒童色情法》的两项过激规定，因为这些规定限制了“从事大量合法言论的自由”。该案由言论自由联盟对政府提起诉讼，其后有“加州成人娱乐业贸易协会”、“倡导天然主义生活方式的书籍出版商”Bold Type，Inc.、画裸体画的吉姆·金格里奇（Jim Gingerich）和专门研究色情图片的摄影师罗恩·拉法里（Ron Raffaelli）加入。联邦最高法院驳回了政府试图通过这两条来扩大不受美国宪法第一修正案保护的言论范围的企图。